# Sonates pour piano d'Enesco
Les Sonates pour piano, opus 24, de Georges Enesco sont au nombre de trois, cependant la sonate no 2, demeuré à l'état d'esquisses, n'a jamais été édité.

## Sonateno1en fa dièse mineurop.24

### Histoire
Elle a été achevée durant l'été 1924 et est dédiée à Emil Frey. La première a eu lieu à Bucarest en novembre 1925 sous les doigts du compositeur lui-même.

### Structure
La sonate est composée de trois mouvements et son exécution demande environ une demi-heure.
1. Allegro molto moderato e grave
2. Presto vivace
3. Andante molto espressivo

La partition est publiée aux éditions Enoch.

### Analyse
L'œuvre se caractérise par l'esprit introspectif et parfois déchaîné de sa première partie, la vivacité martelée de son mouvement central et par la sérénité presque mystique de son mouvement lent final.

## Sonateno3en ré majeurop.24

### Histoire
Elle est postérieure de près de 10 ans à la première sonate (composée entre janvier 1934 et mai 1935) et contemporaine de sa deuxième sonate pour violoncelle et piano. Elle est dédiée à Marcel Ciampi. Sa création a eu lieu, salle Gaveau, le 6 décembre 1938 par ce dernier.
La partition est publiée aux éditions Salabert.

### Structure
La sonate est composée de trois mouvements et son exécution demande un peu plus de vingt minutes.
1. Vivace con brio
2. Andantino cantabile
3. Allegro con spirito

### Analyse
Sa structure en est plus classique (mouvements rapide-lent-rapide) et de caractère plus joyeux que celui de la première sonate. Le folklore, sublimé, est toujours présent. Sa facture parfaite rend inexplicable le peu d'empressement des pianistes à son égard, en dépit de l'exemple donné par Dinu Lipatti.